# Kane & Lynch: Dead Men
Kane & Lynch: Dead Men (в локализации 1С — «Кейн и Линч: Смертники») — компьютерная игра в жанре шутера от третьего лица, разработанная IO Interactive. В основе геймплея лежит идея о совместных действиях двух абсолютно разных по характеру героев. Присутствует две локализации от 1С: оригинальная английская (Dead Men) и с русским патчем (Смертники), версия с русским патчем не поддерживает сервис Games for Windows — Live (то есть нельзя играть по сети и зарабатывать достижения), так как она при входе в Games For Windows Live запрашивает ключ активации (которого в коробке с игрой нет), однако можно обойти защиту, введя ключ активации какой-нибудь другой игры Games For Windows Live (к примеру, Gears Of War). В 2010 году вышло продолжение игры Kane & Lynch 2: Dog Days.

## Игровой процесс
Вся одиночная игра протекает в тесном сотрудничестве двух главных персонажей, где игрок берет на себя роль Кейна, в то время как Линчем управляет искусственный интеллект. В Kane & Lynch также есть возможность кооператива, при котором обоими героями управляют игроки. Совместная игра на персональном компьютере осуществляется только при наличии хотя бы одного контроллера Xbox 360. Главной идеей разработчиков является перенести характеры героев на их поведение в игре. Кейн — холодный и расчетливый наёмный убийца, а Линч — очень нервный человек, страдающий приступами неконтролируемой агрессии, но без прошлого в организованной преступности. На протяжении всей игры, Кейн и Линч не перестают материться и спорить между собой.
На экране большую часть времени нет никаких индикаторов, пока игрок не проверяет задание, или у него не кончаются патроны. Состояние здоровья главного героя можно определить только по красному оттенку и наклону экрана. Чтобы восстановить здоровье, достаточно несколько секунд избегать повреждений. Если игрока тяжело ранили, напарник должен за короткое время сделать первому инъекцию адреналина. Частое применение приводит к передозировке и смерти главного героя. Компьютерным напарникам инъекции можно вводить постоянно.
Также в игре практически отсутствует потребность в поиске патронов. Боезапас можно пополнять у напарников или мертвых противников. Друзья главного героя могут дать ему патроны любого калибра, но в ограниченном количестве.
На протяжении всего сюжета, игрок нигде не остаётся один. На каждом уровне присутствуют и Кейн, и Линч, иногда встречаются и другие дружественные персонажи. Для управления напарниками есть три команды — атаковать, следовать за игроком и двигаться в определённую точку.
Главный герой не способен прыгать, но может забираться на невысокие предметы. В игре присутствует возможность спускаться с большой высоты на веревке. Одним из главных элементов боя является способность протагониста укрываться за разными предметами и вести из-за них прицельный огонь или стрелять вслепую.
Уровни в Kane & Lynch достаточно линейны, иногда есть возможность тактического подхода — атаковать противника в лоб, обойти с фланга и так далее. За всю игру есть только два случая, где можно и нужно действовать тихо. Для этого Кейн носит в руке особый нож имеющий Т-образную форму. Игрок не может оказать влияния на сюжет до предпоследнего уровня, где от его действий зависит концовка игры.

## Сюжет
После провалившегося задания в Венесуэле, Кейн, считая, что все члены «Семёрки» мертвы, уезжает в США с деньгами организации. В Америке его арестовывают и приговаривают к смертной казни.
Во время перевозки Кейна в камеру смертников, он оказывается в одном броневике с Линчем. На пути к месту проведения казни, люди «Семёрки» устраивают аварию, перевернув броневик. Оказывая жёсткий отпор полиции, Дуо и люди «Семёрки» находят укрытие в пончиковой, продолжая отстреливаться в ожидании фургона для побега. Фургон прибывает и Кейна с Линчем отвозят в пустующий торговый центр, где Кейна поджидает «Семёрка». Наёмники считают, что Адам их предал, и требуют, чтобы он вернул им деньги. «Семёрка» держит семью Кейна в заложниках, чтобы контролировать его. К нему приставляют Линча, который должен периодически связываться с «Семёркой» и докладывать обо всех действиях Кейна. Кейн говорит, что деньги находятся в банке. После тренировочной стрельбы на манекенах, оба отстреливаются от пришедшей на шум полиции и готовятся к ограблению банка.
Кейн связывается со знакомым медвежатником и прибыв к банку, троица приступает к ограблению, также усыпляя всех гражданских и персонал в банке, чтобы потом использовать их в качестве заложников. В хранилище Кейн обнаруживает только один чемодан с деньгами, а также ссорится с медвежатником. Ситуация становится только хуже, когда обезумевший Линч расстреливает всех заложников, приняв их за полицейских. Они покидают банк на микроавтобусе, преследуемые полицией. Выясняется, что у Линча шизофрения и он вынужден регулярно принимать прописанное ему лекарство для её сдерживания (а не от проблем с желудком, как он утверждал в торговом центре). Видя, что от погони не уйти, водитель микроавтобуса врывается на станцию метро. В результате аварии, водитель и медвежатник гибнут, а Кейн и Линч с боем пробиваются на платформу и садятся в поезд.
Кейн говорит, что знает человека, который украл второй чемодан. Им является глава якудзы и крупной японской компании — Рэтомото (он также ответственен за шрам на лице Кейна). Они отправляются в ночной клуб в Токио, владелицей которого является дочь Рэтомото — Йоко, с которой когда-то Кейн состоял в сексуальной связи (возможно за это ему был и нанесён шрам). Похитив Йоко, Кейн связывается с её отцом и назначает встречу в парке, на которой Рэтомото должен отдать чемодан. Оставив Йоко с Линчем, Кейн отправляется в назначенное место. Сам Рэтомото там не появляется, но Кейн находит телефон, по которому с ним связывается Рэтомото. Во время их переговоров, Йоко вырывается и пытается убежать, из-за чего Линч случайно убивает её. После перестрелки с людьми Рэтомото и прибывшей полицией, оба покидают парк.
После всего произошедшего «Семёрка» решает убить не только Кейна, но и Линча. Их вывозят на какую-то стройплощадку, где заставляют Кейна копать себе могилу. Когда он заканчивает свою работу, Братья и Карлос уходят, оставляя Немого и группу своих наёмников, чтобы они избавились от них. Охранник приводит дочь и жену Кейна. Немой убивает жену Кейна на глазах у него и его дочери, и в этот момент Линч бросается на охранника, а Кейн забивает лопатой замешкавшегося Немого. После того, как Кейн и Линч разбираются со всеми наёмниками, Дженни покидает стройплощадку на одной из машин наёмников, а Кейн хоронит свою жену.
Кейн и Линч намереваются найти и уничтожить «Семёрку», но понимая, что им вдвоём с этим не справится, Кейн решает вызволить из тюрьмы знакомых людей, у которых свои счёты с «Семёркой»: Тапу, Рифика, Шелли, Гримли и Мэдсена. Дуо врывается на самосвале со стройки в тюрьму. Добравшись до одного из блоков, они находят только Рифика. Он объясняет им, что Гримли и Мэдсена казнили год назад на электрическом стуле, Тапу отправили работать в прачечную, а Шелли перевели в другой блок. Освободив всех троих, помимо шанса поквитаться с «Семёркой», Кейн обещает им денежное вознаграждение, на что те соглашаются помочь ему и Линчу.
Кейн решает, что первым делом нужно убить Рэтомото, так как последний, скорее всего, разыскивает Дженни, чтобы отомстить за Йоко. Группа Кейна наносит удар по его штаб-квартире. Рэтомото погибает и Кейн забирает свой чемодан, после чего группа пытается незаметно покинуть небоскрёб, но ввязывается в перестрелку с полицией. Под огнём Кейн ведёт их к автобусной станции, где всех пятерых подбирает микроавтобус.
«Семёрка» находится в Гаване, где помогает повстанцам устроить государственный переворот. Группа Кейна отправляется туда же и принимает сторону лоялистов. Пробившись к капитолию, Кейн и Линч устраняют двух наёмников «Семёрки», принимавших участие в вызволении обоих из тюремного фургона в начале игры (один из них ещё и сломал Кейну нос), и находят лидера повстанцев, который кончает с собой, но «Семёрка» уже успела скрыться, оставив в здании лишь Карлоса. Линч предлагает убить его, но после недолгих переговоров, Кейн берет Карлоса с собой. Тапа, не найдя обещанных денег и «Семёрки», отказывается дальше помогать Кейну и уходит. Карлос сообщает, что наёмники отправились в джунгли Венесуэлы. Он ведёт группу к лагерю «Семёрки». По дороге они встречают людей, которые должны помочь Кейну. Их задача состоит в том, чтобы уничтожить наёмников в деревне, недалеко от аэродрома «Семёрки». Группа Кейна достигает лагеря наёмников. Карлос предлагает взорвать главные ворота с помощью мины, и сам пытается её заложить, но попадает в плен, однако сообщники считают, что он переметнулся на сторону врага.
В лагере Кейн узнаёт, что «Семёрка» захватила его дочь. Он с Линчем пробивается через наёмников, после чего находят Дженни и лежащего неподалёку мертвого Карлоса. Когда Кейн подходит к дочери, он и Линч оказываются окружены наёмниками и Братьями. Братья хотят убить его, но Линч замечает, что рядом с Карлосом лежит мина, которой группа хотела взорвать ворота. Кейн стреляет в неё. Взрывом убивает старшего из братьев, а младший сбегает вместе с Дженни. Дальше Кейн с Линчем перебивают наёмников и они с группой выбираются из засады. К лагерю на джипе подъезжает один из людей, которые ведут бой в деревне, и сообщает, что там весьма тяжёлая ситуация. Шелли и Рифик отправляются туда. Кейн и Линч на джипе преследуют младшего брата, который едет на аэродром. Маркус выводит из строя самолёт и убивает последнего члена «Семерки». Забрав Дженни, он слышит по рации, что Шелли и Рифик окружены и зовут его на помощь.
Дальнейшее развитие сюжета зависит от выбора игрока: убежать или попытаться помочь Шелли и Рифику. В первом случае Адам и Дженни забираются в вертолёт и улетают, Линч не хочет следовать за ними и остаётся. Дженни убеждается в том, что её отец — «Грязный предатель». Игра заканчивается.
Во втором случае Кейн, Дженни и Линч идут в деревню. Шелли и Рифик окружены в горящей церкви. Когда Кейн добирается до них, в живых остаётся только Шелли. Вместе они пробиваются к причалу, где один из повстанцев ранит Дженни. Шелли подбегает к заминированному катеру и подрывается. Кейн несёт тяжело раненную Дженни на руках. Игра заканчивается.

## Отзывы
| Сводный рейтинг | Сводный рейтинг | Сводный рейтинг | Сводный рейтинг |
| Издание         | Оценка          | Оценка          | Оценка          |
| Издание         | PC              | PS3             | Xbox 360        |
| --------------- | --------------- | --------------- | --------------- |
| GameRankings    | 67,57 %         | 66,00 %         | 67,01 %         |

## Потенциальная экранизация
В 2007 году Lionsgate приобрела права на экранизацию игры с перспективой выпуска фильма в 2011 году. Над историей работал сценарист Кайл Уорд («Другой мир: Войны крови»), а режиссёрское кресло занял начинающий постановщик Саймон Крейн. На главные роли планировали утвердить Брюсса Уиллиса и Джейми Фокса. Уиллис должен был сыграть Кейна, Фокс соответственно Линча.
В 2010 году портал Kotaku ознакомился со сценарием фильма, написанном в 2007 году. Основной сюжет следовал событиям игры, а самые главные изменения касались Линча — в экранизации он должен был предстать чуть менее сумасшедшим персонажем. В сценарии хватало и экшен-эпизодов: Kotaku особенно выделяет перестрелку в толпе людей с использованием глушителей. Также планировалось, что в фильме покажут много насилия и крови.
В 2011 году выход фильма не состоялся и его релиз был передвинут на 2013 год. В ноябре 2013 года издание The Hollywood Reporter сообщило, что сценарий экранизации будет переписан, а переговоры о главных ролях со студией Millennium Films теперь ведут Джерард Батлер и Вин Дизель. Новым режиссёром должен был выступить Феликс Гэри Грей («Голос улиц»). 